# Малетин, Павел Андреевич
Павел Андреевич Малетин (1905—1969) — советский государственный деятель, заместитель министра финансов СССР в 1939—1945 и 1960—1969 годах.

## Биография
Родился в 1905 году, выходец из семьи бедного крестьянина Архангельской губернии.
После окончания Московского финансово-экономического института (МФЭИ, ныне — Финансовый университет) работал уполномоченным Комитета заготовок и директором Московского института востоковедения.
В 1938 году стал начальником валютного управления Народного комиссариата финансов СССР, затем — заместителем наркома финансов СССР (1939—1945). В течение четырёх лет после Великой Отечественной войны Малетин возглавлял финансовое управление Советской военной администрации в Германии, затем вернулся на прежнее место. В 1955—1960 годах работал заместителем председателя Госкомитета Совета Министров СССР по внешним экономическим связям. В 1960—1969 годах был заместителем министра финансов СССР (Постановление Совмина СССР от 27.06.1960 N 672 «Об утверждении т. Малетина П. А. заместителем Министра и членом коллегии Министерства финансов СССР»).
Малетин является соавтором «Справочника районного финансового работника» / Нар. комиссариат финансов Союза ССР;
под ред. П. А. Малетина и В. П. Дьяченко. — Москва : Госфиниздат, 1943.
Умер в 1969 году в Москве. Похоронен на 7-м участке Новодевичьего кладбища.

## Награды
- П. А. Малетин — один из немногих советских граждан, пять раз награждённых орденом Трудового Красного Знамени.
- Также был награждён другими орденами и медалями.